# Маріс Кучінскіс
Маріс Кучінскіс (латис. Māris Kučinskis; нар. 28 листопада 1961, Лимбазький район (нині Лимбазький край), Латвійська РСР, СРСР) — латвійський державний діяч. Прем'єр-міністр Латвії від 11 лютого 2016 до 23 січня 2019 року.

## Життєпис
Після закінчення школи у своєму рідному місті (1983) вступив на факультет управління та економічної інформації Латвійського державного університету, який закінчив у 1988. Після закінчення вишу працював у місцевому самоврядуванні Валміери.
У 1991 став співзасновником фірми «SIA Apgāds», яка займалася переважно торгівлею будівельними матеріалами. Також працював у місцевій енергетичній компанії «Valmieras enerģija» і компанії з управління нерухомістю «Valmieras namsaimnieks».
З 2011 керував Асоціацією великих міст Латвії (Latvijas Lielo Pilsētu asociācijā, LLPA) — організацією, яка об'єднує дев'ять міст республіканського підпорядкування Латвії.

## Політична кар'єра
Політична кар'єра Маріса Кучінскіса почалася в 1994 в міській Раді рідного міста Валміери. З 1996 по 2003 (з перервою в 1997—1998) працював його головою.
У 1998—2000 був головою Ради Валміерського району. У 1998 невдало балотувався в Сейм 7 скликання від Народної партії. Також і на виборах в Сейм 8 скликання в 2002 році він зазнав невдачі. Однак у наступному році отримав мандат.
У 2004—2006 в уряді Айгара Калвітіса очолював міністерство у справах регіонального розвитку та місцевого самоврядування.
У 2006—2011 — депутат Сейму від Народної партії. На виборах до Сейму 11 скликання у 2011 був кандидатом від Союзу зелених і селян, але мандата не отримав.
У 2014 році повернувся в Сейм 12 скликання за партійним списком Союзу зелених і селян.
Після відставки в грудні 2015 кабінету Лаймдоти Страуюми, 13 січня 2016 президент Латвії Раймондс Вейоніс доручив Марісу Кучінскісу сформувати новий кабінет міністрів.
11 лютого 2016 затверджений Сеймом на посаді прем'єр-міністра; в той же день Маріс Кучінскіс представив свій кабінет міністрів.